# Nordestina
Nordestina è un comune del Brasile nello Stato di Bahia, parte della mesoregione del Nordeste Baiano e della microregione di Euclides da Cunha.